# 斑紋益秀朝鮮鰍
斑紋益秀朝鮮鰍為輻鰭魚綱鯉形目鰍科的其中一種，為溫帶淡水魚，分布於亞洲韓國西南部淡水流域，體長可達6.5公分，棲息在底層水域，生活習性不明。

## 扩展阅读
維基物種上的相關：斑紋益秀朝鮮鰍